# 임해군
임해군(臨海君, 1572년 9월 20일(음력 8월 14일) ~ 1609년 6월 2일(음력 4월 30일))은 조선의 왕자이며 선조의 맏아들이다. 어머니는 공빈 김씨이다.

## 개요
이름은 진(珒)이고 아명은 진국(鎭國)이며, 본관은 전주(全州)이다.
임진왜란 때 함경도에서 이복 동생인 순화군과 함께 가토 기요마사에게 포로로 붙잡혔다가 풀려났다.
선조의 여러 아들들 중에 이복 동생인 정원군, 순화군 등과 더불어 난폭한 행동을 일삼고 관료를 살해하는 등 전대미문의 광패한 행동을 일삼아 대신들이 처벌할 것을 강하게 청하였지만 선조의 비호로 무사하였다.
광해군이 즉위하자 사병을 양성하여 반역을 꾀한다는 북인의 탄핵을 받아 교동으로 유배되었다가 이듬해 사사되었다.

## 생애

### 초기
1572년(선조 5년) 8월 14일, 선조(宣祖)와 공빈 김씨(恭嬪 金氏)의 맏아들로 태어났다. 여섯살 되던 무렵, 어머니인 공빈 김씨는 임해군과 광해군 형제를 두고 세상을 떠났다.
1585년(선조 18년), 허명(許銘)의 딸과 가례를 올렸다. 1591년(선조 24년) 광해군, 신성군, 정원군, 순화군 등과 함께 광국원종공신 1등에 특별히 책록되었다.

### 임진왜란
1592년(선조 25년), 임진왜란이 발발하자 선조는 임해군을 제치고 둘째 아들인 광해군을 세자로 책봉하였는데, 임해군의 성격이 방탕하고 포악했기 때문이다. 임해군은 왕명을 받고 이복 동생 순화군과 함께 근왕병을 모으기 위해 함경도로 떠났다.

7월 23일, 임해군과 순화군은 함경도 회령에서 지역 주민들을 비롯한 순왜(順倭, 임진왜란 당시 일본에 협력한 조선인) 국경인(鞠景仁)과 국세필(鞠世弼) 등에게 포박되어 왜장 가토 기요마사에게 넘겨졌다.
 
왜장 청정(淸正, 가토 기요마사)이 북계(北界)로 침입하니
회령(會寧) 사람들이 반란을 일으켜 두 왕자(임해군 · 순화군)와 여러 재신(宰臣)을 잡아
적을 맞아 항복하였다.
이로써 관남(關南)과 관북(關北)이 모두 적에게 함락되었다.
 — 《선조수정실록》 26권,
선조 25년(1592년 명 만력(萬曆) 20년) 7월 1일 (무오)
이후 임해군과 순화군은 몇 차례의 협상 끝에 풀려났다. 임해군과 광해군 형제의 외조부인 김희철 또한 왜란 중에 전사하였다.

### 왜란 이후
임해군은 왕자의 신분을 이용하여 교만하고 난폭하게 행동하였으며, 남의 전택과 노비를 빼앗았다. 심지어 임해군이 부리는 시정잡배와 가노들 또한 주인인 임해군을 믿고 오만방자하게 행동하며 여러 가지 문제를 일으켰다. 임해군은 무고한 사람을 폭행하거나 사소한 원한이 있는 자를 살해하였다. 대신 유희서, 소충한 등이 임해군에 의해 살해되었으며, 큰어머니인 하원군의 아내 이씨는 모욕을 당했다.
이처럼 광패한 행동을 일삼아 대간과 삼사, 사헌부가 그 죄를 묻고 강하게 처벌할 것을 청하였으나 선조는 이를 묵살하였다. 이후에도 임해군과 정원군, 순화군은 끊임없는 탄핵을 받았으나 선조의 비호로 무사하였다.

## 최후

### 유배와 사사
광해군이 즉위하자, 임해군의 처벌과 추국을 요청하는 상소가 연이어 올라왔다. 임해군이 사병을 양성하고 있으니 처벌해야 한다는 상소에 따라 진도에 안치되었다가 교동으로 이배되었다. 이후 의금부는 광해군의 지시에 따라 역모 혐의의 관련자들을 추국했으며, 양사는 임해군을 비롯한 기자헌, 이흥로(李弘老) 등을 처단해야 한다고 9번이나 재차 진언했다. 또한 홍문관도 차자를 올려 임해군의 사형을 진언했으나, 광해군은 이를 끝까지 윤허하지 않았다. 그 후, 임해군은 교동으로 다시 유배 되었다.

### 사후
1609년(광해군 1년) 4월 30일, 이정표(李廷彪)는 임해군을 핍박하며 독을 마시게 했으나 따르지 않자 목졸라 죽였다.
임해군 이진의 졸기

임해군을 위소(圍所)에서 죽였다.
임해군이 위장(圍墻) 안에 있을 때 다만 관비(官婢) 한 사람만이 그 곁에 있으면서
구멍으로 음식을 넣어주었는데, 이때 이르러 수장(守將) 이정표(李廷彪)가 핍박하여
독을 마시게 했으나 따르지 않자 드디어 목을 졸라 죽였다.
【임해가 죽은 것을 사람들이 능히 밝히지 못하고 또 죽은 날도 알지 못하였다.
 인조 반정후 임해군의 가족이 그 관비를 불러 묻고서야 비로소 그 실상을 알았다.
 부인 허씨(許氏)가 관을 열고 보니 피부가 살아 있을 때와 같았는데,
 그 목에 아직 새끼줄을 감았던 붉은 흔적이 있었다.】
 — 《광해군일기》[중초본] 15권,
광해 1년(1609년 명 만력(萬曆) 37년) 4월 29일 (경진)
사후 수원 광교산에 묻었다가 이후 양주 천마산 적성동으로 이장되었다. 현재 묘는 남양주시 진건읍에 위치한다. 인조반정 이후 인조의 명으로 복권되었다.

## 자녀 억류설
임해군의 자녀들이 가토 기요마사에 의해 일본에 억류돼 승려가 되거나 일본 장수의 부인이 되었다는 소수의 의견이 있지만, 당시 억류된 왕족은 임해군과 순화군이며 사료에 왕손에 대한 언급 자체가 없고, 이를 확언할 사료와 자료가 전무하므로 자녀 억류설은 근거가 희박하다.

## 행적

### 임해군의 악행
- 임해군은 큰어머니를 꾸짖고 욕보이며 백성들의 전답과 재산을 갈취하고[15] 노비를 빼앗았다.[10] 수령을 욕보였을 뿐만 아니라 재상을 살해하였다. 시비가 붙으면 상대의 신분에 상관 없이 노복들을 시켜 구타하거나 모욕을 주는 행위를 일삼았으나, 선조는 임해군의 죄를 감싸주었다.[16]
- 임해군이 도적을 시켜 재신 유희서를 죽이자, 유희서의 고종 사촌이자 당시 영의정이었던 이덕형이 유희서의 아들을 사면해줄 것과 유희서의 죽음에 대한 여러 일들과 임해군의 처벌을 왕에게 아뢰었으나, 선조는 이를 듣지 않았다. 마침내 이덕형은 사직하고 영의정에서 물러났다.[16]

 
이덕형이 차자를 올리고 직을 떠났다
임해군 진은 교만하고 음란한 짓을 멋대로 하여 불의(不義)한 짓을 많이 저질렀다.
유희서(柳熙緖)는 재신인데도 도적을 시켜 살해했고
하원군의 부인은 큰어머니인데도 모욕을 가했으니,
왕법(王法)이 시행되었다면 당연히 형벌을 받았을 것이다.
그러나 선묘(宣廟, 선조)의 현명함으로는
사사로운 사랑에 빠져 그의 악행을 알지 못하고 죄주지 않았을 뿐만 아니라
고신(拷訊)의 형벌이 도리어 도적을 잡은 중신(重臣)과 재신(宰臣)에게 미쳐서
임해군으로 하여금 횡포를 부려도 아무도 막을 사람이 없고
악을 행해도 징계받는 일이 없게 만들었으니,
이는 실로 성조(聖朝, 선조)의 실덕(失德)이다.
덕형은 자신이 수상(首相)이기 때문에 이 일에 대해 아뢴 것은
대신(大臣)으로서 임금의 잘못을 바로잡아야 한다는 체통을 세운 것이라 하겠다.
그런데 성상(선조)의 도량이 넓지 못하여 갑자기 노여워하는 기색을 보이시고
엄한 비답을 내리셨다가 곧바로 재상의 직임에서 체차하셨으니,
자식을 가르치는 도리는 도리대로 어긋나고
대신을 공경하는 예의에 있어서도 끝맺음을 잘하지 못하였으니
안타까움을 금할 수 없다.
 — 《선조수정실록》 38권,
선조 37년(1604년 명 만력(萬曆) 32년) 3월 1일 (신해)
- 임해군은 궁노를 풀어 남의 산택을 멋대로 차지하고, 재물이 많은 시장 상인에게 누명을 씌워 은포를 받아내었으며, 남의 지아비를 죽이고 그 아내를 억지로 궁노와 짝지어 주었다. 뿐만 아니라 양주 백련사(白蓮寺)에서 시주받은 재물을 빼앗아갔으며, 자신의 궁가에 산채(山菜) 동물을 바치게 하였다.[17]

 
왕자 임해군 이진(李珒)은 궁노(宮奴)를 풀어 보내어 산택을 멋대로 차지하였고,
재화가 많은 시장 사람은 죄가 있다고 칭탁하여 얽어매어 매우 괴롭히다가
시장 사람이 은포(銀布)를 많이 바친 연후에야 놓아주었다.
또 거위와 오리를 수천 마리나 기르면서 아침이면 반드시 미방(米坊)으로 내몰았는데,
먼지를 일으키고 남의 쌀을 쪼아먹어도 감히 소리질러 쫓지 못하였으며
조금이라도 거슬리는 바가 있으면 반드시 그 대가를 톡톡히 받아내었다.
또 남의 지아비를 죽이고 몰래 궁노(宮奴)를 보내
그의 아내를 억지로 데려다가 궁노에게 짝지워 줌으로써 그의 입을 막으니,
형조에서는 고발할 사람을 잃었으므로 대신(大臣)에게 의논할 것을 청하였다.

 — 《선조실록》 160권,
선조 36년(1603년 명 만력(萬曆) 31년) 3월 9일 (을축)
- 무뢰배들이 임해군과 순화군 등 왕자를 사칭하고 다니며 여염집에 피해를 입히자, 임해군은 선조에게 평소 왕자들의 행실에 대해 대죄하였는데, 선조는 괜찮다고 하며 사칭하는 무리들만 잡아들이게 하였다.[18]

 
선(善)하지 않은 사람에게 악(惡)이 들러붙는 것은 당연한 이치이다.
임해군의 패망이 극도에 달하였으니 무뢰배들이 사칭하는 것은 참으로 당연하다.
이때 임해군이 대죄하는 양심(良心)을 보이면
(임금은) 임해군이 평상시에 저지른 패도(敗度)함을 책망함으로써
임해군 스스로 반성하여 두려워하는 바가 있게 해야 하는데,
이렇게 하지는 않고 단지 사칭하는 무리들만을 징계하여 다스리려고 하였으니,
왕자가 교만 · 횡포하고 백성들이 원망하여 배반하는 것은 이상하게 여길 것도 없다.

 — 《선조실록》 160권,
선조 36년(1603년 명 만력(萬曆) 31년) 3월 6일 (임술)
- 임해군의 난폭함으로 조정과 민간에서 고통스러워하자 마침내 선조는 임해군이 빼앗은 노비를 원래 주인에게 돌려주게 하였다.

 
왕자 임해군 이진(李珒)의 방자함이 특히 심하여 경외(京外)가 그 고통을 참기 어려웠다.
상(선조)이 하교하여 진(珒)의 광패한 행위를 차례로 열거한 뒤
이어 유사(有司)로 하여금 빼앗은 노비는 모두 그 주인에게 돌려주고
데리고 있던 관기(官妓)는 본주에 돌려주게 하며
궁노 가운데 위세를 업고 작란한 자 역시 법부(法府)로 하여금 치죄하여
왕자들에게 경계를 삼도록 하였다.
 — 《선조수정실록》 40권,
선조 39년 9월 1일(1606년 명 만력(萬曆) 34년) (정묘)
- 선조의 여섯째 아들인 순화군은 광망하여 재물 갈취와 폭행, 수령관 모욕, 살인 등 임해군과 마찬가지로 여러 문제를 일으켜 마침내 선조에 의해 작위를 박탈당했는데, 1607년(선조 40년) 사망하였다. 실록의 순화군의 졸기에는 이러한 순화군의 행동이 임해군과 정원군의 행패보다는 덜했다고 기록되어있다.[19]

 
순화군 이보(李𤣰)가 졸하였다.
【보는 왕자다.
성질이 패망하여 술만 마시면서 행패를 무렸으며 남의 재산을 빼앗았다.
비록 임해군(臨海君)이나 정원군(定遠君)의 행패보다는 덜했다 하더라도
무고한 사람을 살해한 것이 해마다 10여 명에 이르렀으므로
도성의 백성들이 몹시 두려워 호환(虎患)을 피하듯이 하였다. 】
 

## 가족 관계
| - 조부 : 덕흥대원군(德興大院君, 1530~1559) - 조모 : 하동부대부인 정씨(河東府大夫人 鄭氏, 1530~1567) - 아버지 : 선조(宣祖, 1552~1608) - 외조부 : 김희철(金希哲, 1519~1592) - 외조모 : 안동 권씨(安東 權氏) - 어머니 : 공빈 김씨(恭嬪 金氏, 1553~1577) - 동생 : 광해군(光海君, 1575~1641) | - 부인 : 군부인 양천 허씨(陽川 許氏, 1571~1644) - 장녀 : 요절 - 양자 : 창원군 이준(1614 ~ 1939) - 이복 동생인 경창군의 장남 - 양자 : 양녕군 이경(陽寧君 李儆, 1616~1644) - 이복 동생인 경창군의 차남 |

## 관련 작품

### 드라마
- 《여인열전 - 서궁마마》 (MBC, 1982년, 배우:김무생)
- 《임진왜란》 (MBC, 1985년~1986년, 배우:정성모)
- 《회천문》 (MBC, 1986년, 배우:임정하)
- 《서궁》 (KBS2, 1995년, 배우:임혁주)
- 《천둥소리》 (KBS, 2000년~2001년, 배우:이원발)
- 《왕의 여자》 (SBS, 2003년~2004년, 배우:김유석)
- 《불의 여신 정이》 (MBC, 2013년, 배우:이광수, 이인성)
- 《왕의 얼굴》 (KBS2, 2014년~2015년, 배우:박주형)
- 《징비록》 (KBS1, 2015년, 배우:윤홍빈)
- 《화정》 (MBC, 2015년, 배우:최종환)

### 영화
- 《인목대비》 (1962년, 배우:김승호)

## 같이 보기
- 선조
- 광해군
- 공빈 김씨
- 임진왜란
- 정원군
- 순화군

### 주해
1. ↑  《선조수정실록》에는 1575년에 태어났다고 잘못 기록되어있다.
2. ↑  임해군의 사망일을 《광해군일기》는 4월 29일, 《임해군시장(臨海君謚狀)》은 4월 30일로 기록하고 있다.